# Військівська волость
Військівська волость — адміністративно-територіальна одиниця Берестейського повіту Гродненської губернії Російської імперії. Волосний центр — село Войське.
На 1885 р. у волості налічувалось 17 сіл (об'єднаних у 15 громад), 385 двори, 1 928 чоловіків і 1 901 жінка, 9 710 десятин землі (7 322 десятини орної).
За Берестейським миром, підписаним 9 лютого 1918 року територія волості ввійшла до складу Української Народної Республіки.

## У складі Польщі
Після окупації в лютому 1919 р. поляками Полісся волость назвали ґміна Войска, входила до Берестейського повіту Поліського воєводства Польської республіки. Центром ґміни було село Войське.
За переписом 1921 року в 30 поселеннях ґміни налічувалось 475 будинків і 2575 мешканців (65 римокатоликів, 2453 православних і 57 юдеїв).
Розпорядженням Міністра внутрішніх справ Польщі 23 березня 1928 р. ліквідовано ґміну, а територію приєднано до ґміни Дмітровіче і ґміни Ратайчице.